# باشگاه فوتبال مکابی نتانیا
باشگاه فوتبال مکابی نتانیا (به عبری: מועדון כדורגל מכבי נתניה) باشگاهی در شهر نتانیا استان مرکز (اسرائیل)، اسرائیل است.
این باشگاه در سال ۱۹۳۴ میلادی تأسیس شده‌است.

## افتخارات
- لیگ اروپا
  - مرحله پلی آف(۱): ۱۰–۲۰۰۹